# Yves Charles Zarka
Yves Charles Zarka (Tunis, 14 de març de 1950) és un professor de filosofia a la Universitat de la Sorbona i, habitualment, professor convidat als Estats Units, Anglaterra, el Brasil, Itàlia o Israel. Les seves recerques s'han centrat en la democràcia, la nova configuració del poder, la tolerància i la noció actual de cosmopolitisme.
Ha estat director de recerca del CNRS. Fundador i director de la revista Cités, ha publicat, entre altres obres, Un détail nazi dans la pensée de Carl Schmitt (2005), Critique des nouvelles servitudes (2007), Démocratie, état critique (2012), Réflexions sur la tragédie de notre temps (2013) i L'inappropriabilité de la Terre (2013). Han estat traduïdes als català: Hobbes i el pensament polític modern (2000), L'altra via de la subjectivitat (2003) i Refundar el cosmopolitisme (2015).
En la seva obra filosòfica, Yves Charles Zarka reconsidera la relació de l'individu amb la natura i l'alteritat, elevant-la a una relació de responsabilitat cosmopolita que implica el seu fonament tant ontològic com jurídic, i que s'estén al conjunt del món vivent en tota la seva dimensió col·lectiva i de futur a la manera de Hans Jonas.
La inapropiabilitat de la Terra és el principi fonamental del dret cosmopolita d'on deriva el dret de resistència per a evitar que el poder violi la dignitat humana o la preservació del món vivent.